# Denkmal des Aufstandes der Einwohner von Kordun und Banija
Das Denkmal des Aufstandes der Einwohner von Kordun und Banja (häufig vereinfacht Denkmal von Petrova Gora genannt, serbokroatisch: Spomenik ustanku naroda Banije i Korduna) ist eine Gedenkstätte des jugoslawischen Widerstandes im Zweiten Weltkrieg. Es befindet sich auf dem höchsten Gipfel Veliki Petrovac des zentralkroatischen Gebirges Petrova Gora. Das Gelände liegt in den drei Gemeinden Gvozd und Topusko in der Gespanschaft Sisak-Moslavina sowie in Vojnić in der Gespanschaft Karlovac. Seit den 1990er Jahren wurde die Gedenkstätte im Zuge der jugoslawischen Zerfallskriege verlassen und verfällt seither zunehmend.

## Geschichtlicher Hintergrund
Das Denkmal erinnert an den Aufstand und die Widerstandsbewegung der Bewohner von Kordun und Banija gegen den nationalsozialistischen Faschismus sowie an dessen zivile Opfer und die gefallenen Widerstandskämpfer.
Die ersten Einheiten der jugoslawischen Partisanen in der Gegend von Kordun und Banja wurden im Frühsommer 1941 aufgestellt. In diesen kämpften ethnische Serben und Kroaten gemeinsam gegen die faschistischen Besatzer. Die Region um Petrova Gora spielte im Befreiungskampf der Partisanen eine wichtige Rolle: Hier gründete sich das kroatische Hauptquartier der Volksbefreiungsarmee, hier befand sich während des Krieges ein großes Lazarett der Partisanen und im Jahr 1944 fand in Topusko die dritte Sitzung des Antifaschistischen Landesrates der Volksbefreiung Kroatiens (ZAVNOH) statt.
Der Entwurf stammte vom bekannten jugoslawischen Bildhauer Vojin Bakić. Das Denkmal wurde im Jahr 1981 fertig gestellt.

## Bau des Denkmals
Bakić, dessen Denkmal des Sieges der Einwohner Slawoniens in Kamenska 1968 fertig gestellt worden war, gewann 1970 in der zweiten Runde den Wettbewerb zur Errichtung der Gedenkstätte. Das Denkmal in Kamenska wies ebenfalls eine reflektierende Edelstahlverkleidung auf.
Der Zuschlag war zunächst an Igor Toš gegangen, allerdings wurde sein Entwurf nach Konflikten u. a. bzgl. der baulichen Umsetzung zurückgestellt. Dem Komitee zum Bau des Denkmals stand Vladimir Bakarić vor. Obwohl der Bau ein Jahrzehnt dauerte, war zum Zeitpunkt der Einweihung am 4. Juli 1982 (Tag der Kämpfer) nur die Fassade komplett fertig gestellt. Die endgültige Fertigstellung der Innenräume konnte aufgrund der politischen Instabilität nach dem Tode Titos 1980 nicht mehr vollendet werden.

## Das Denkmal

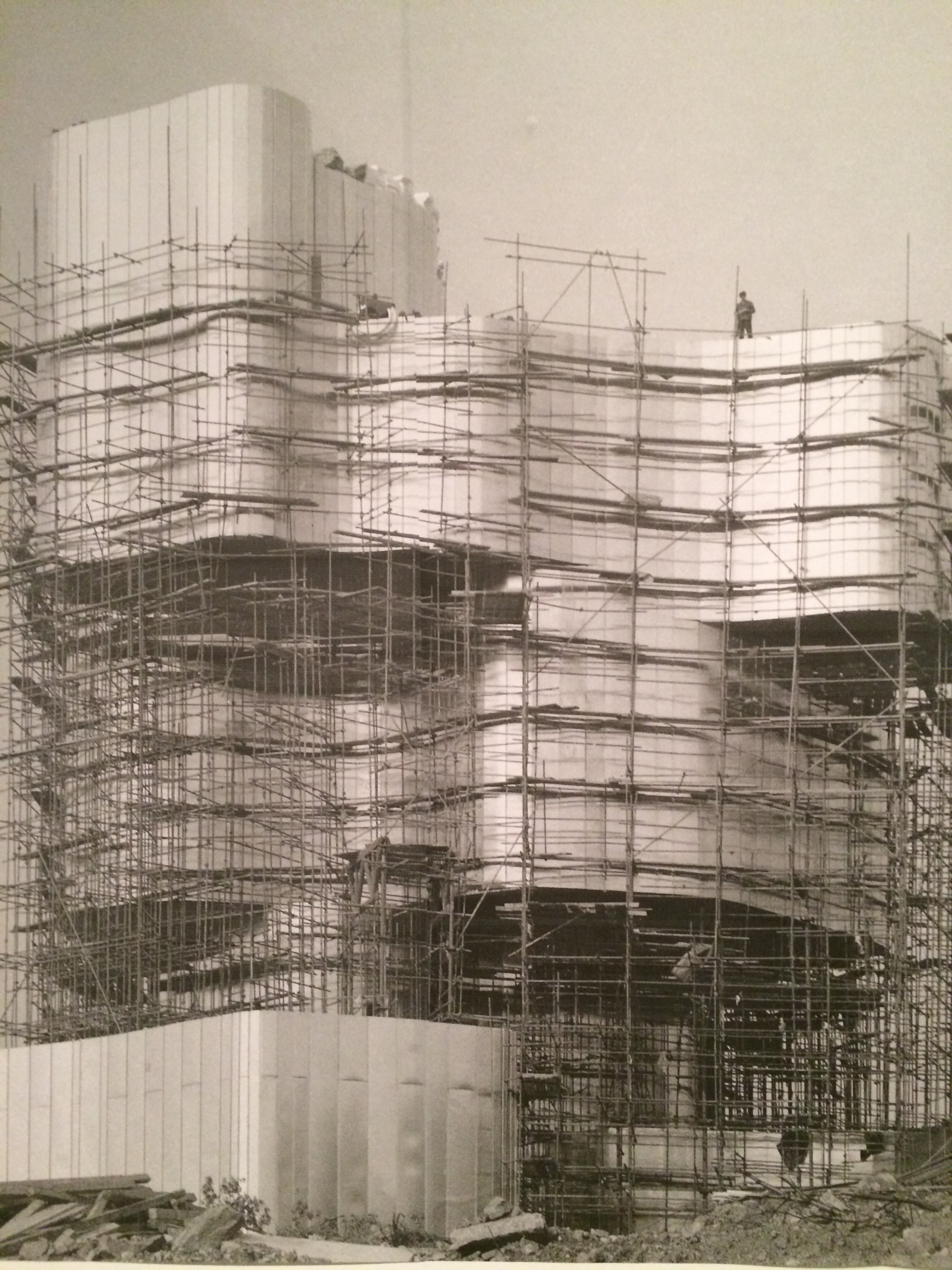
Bild vom Bau des Denkmals

Das Denkmal besteht überwiegend aus Architekturelementen. Grundlage stellt eine Stahlbetonkonstruktion dar, die mit geformten Edelstahlplatten verkleidet ist. Das Innere des Gebäudes beinhaltete ein Museum, in dem sich eine dauerhafte Ausstellung zum antifaschistischen Widerstand in der Region befand. Die umliegenden Gebäude und Flächen des Komplexes dienten der Erholung und Freizeitgestaltung. Von einem Aussichtspunkt auf dem Gebäude war ein Blick bis nach Slowenien, Bosnien und Herzegowina und Zagreb möglich.
Der Kunstexperte Tonko Maroević verweist auf die deutliche Ähnlichkeit des Denkmals mit einer früheren Skulptur Bakićs mit dem Titel Sliced Segments. Maroević sah darin einen „Rückschritt“, da diese Skulptur bereits Mitte der 1970er Jahre entstanden war. Maroević unterstellte Bakić eine schwindende Kreativität in den frühen 1980er Jahren, sodass sich dieser auf seine früheren Skulpturen zurück besonnen habe.

## Zerstörungen nach 1991
Nach der Unabhängigkeitserklärung der kroatischen Teilrepublik von Jugoslawien 1991 und dem anschließenden Krieg setzte eine zunehmende Vernachlässigung der antifaschistischen Denkmäler und Erinnerungsstätten ein und das Museum war nach 1995 zunehmend dem Verfall und mutwilliger Zerstörung preisgegeben. Die Zerstörungen der Gedenkstätte halten immer noch an – insbesondere der wertvolle Edelstahlmantel wird entwendet. Trotz Protesten antifaschistischer Organisationen haben weder lokale noch nationale Behörden eine weitere Zerstörung bisher verhindern können. Formell untersteht die Anlage dem Schutz des kroatischen Kulturministeriums.
Ein Telekommunikationsanbieter erhielt die Erlaubnis, auf dem Hauptgebäude einen Sendemast zu errichten, was das ursprüngliche Erscheinungsbild weiter entstellt.
Eine wichtige Rolle für den Erhalt und eine mögliche Restauration der Gedenkstätte spielt das 2004 gegründete Kulturkollektiv WHW. WHW organisierte zwei Ausstellungen 2007 und 2008 (in Graz und Zagreb), die sich mit dem Vermächtnis Bakićs beschäftigten. Sie riefen zudem 2013 die Aktion Petrova Gora: yesterday, tomorrow, how to think Petrova Gora ins Leben. Die Kosten einer Restauration werden auf mehrere 10 Millionen Euro geschätzt.

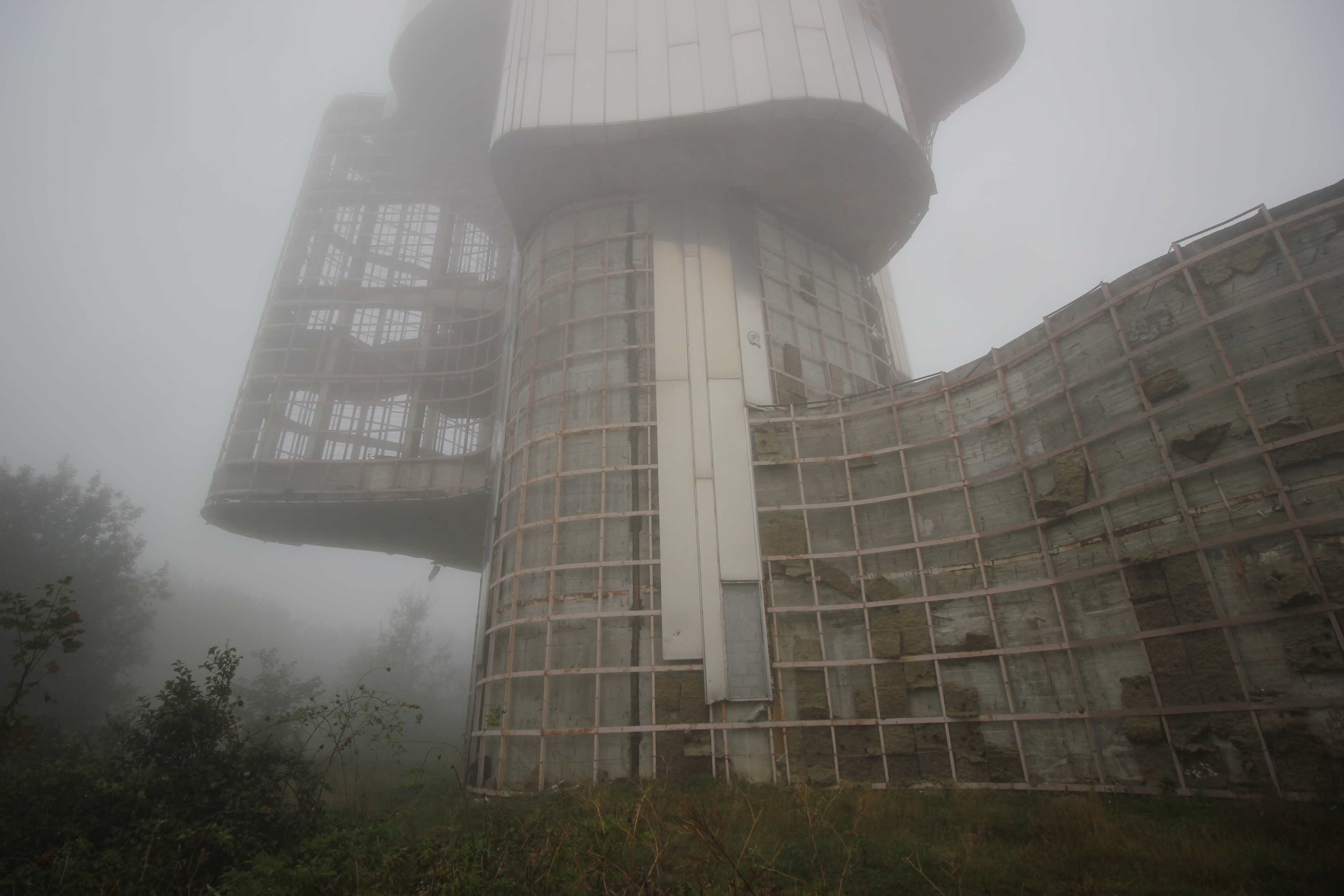
Fassade mit fehlender Edelstahlverkleidung
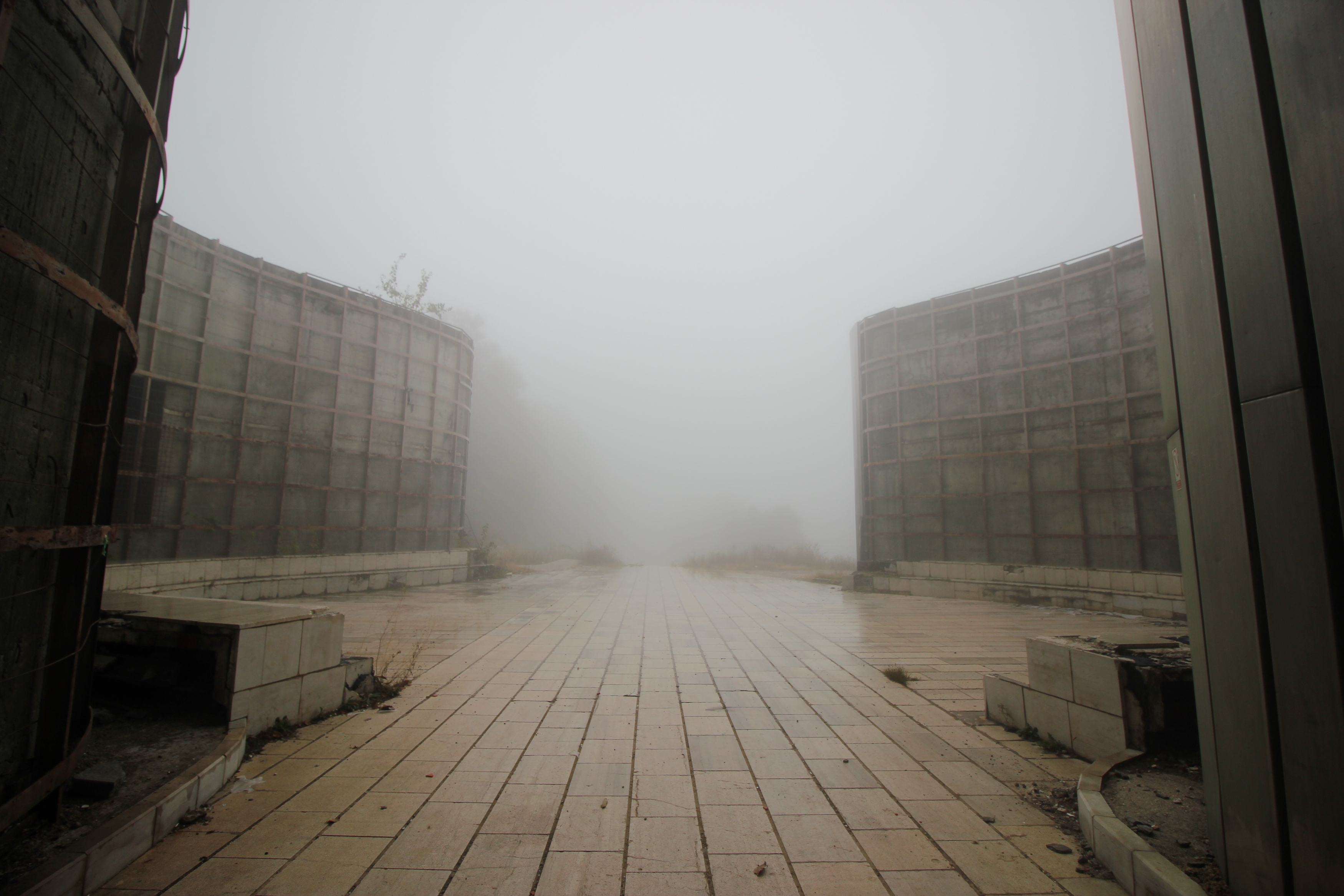
Blick vom Eingang auf den Hof des Monuments
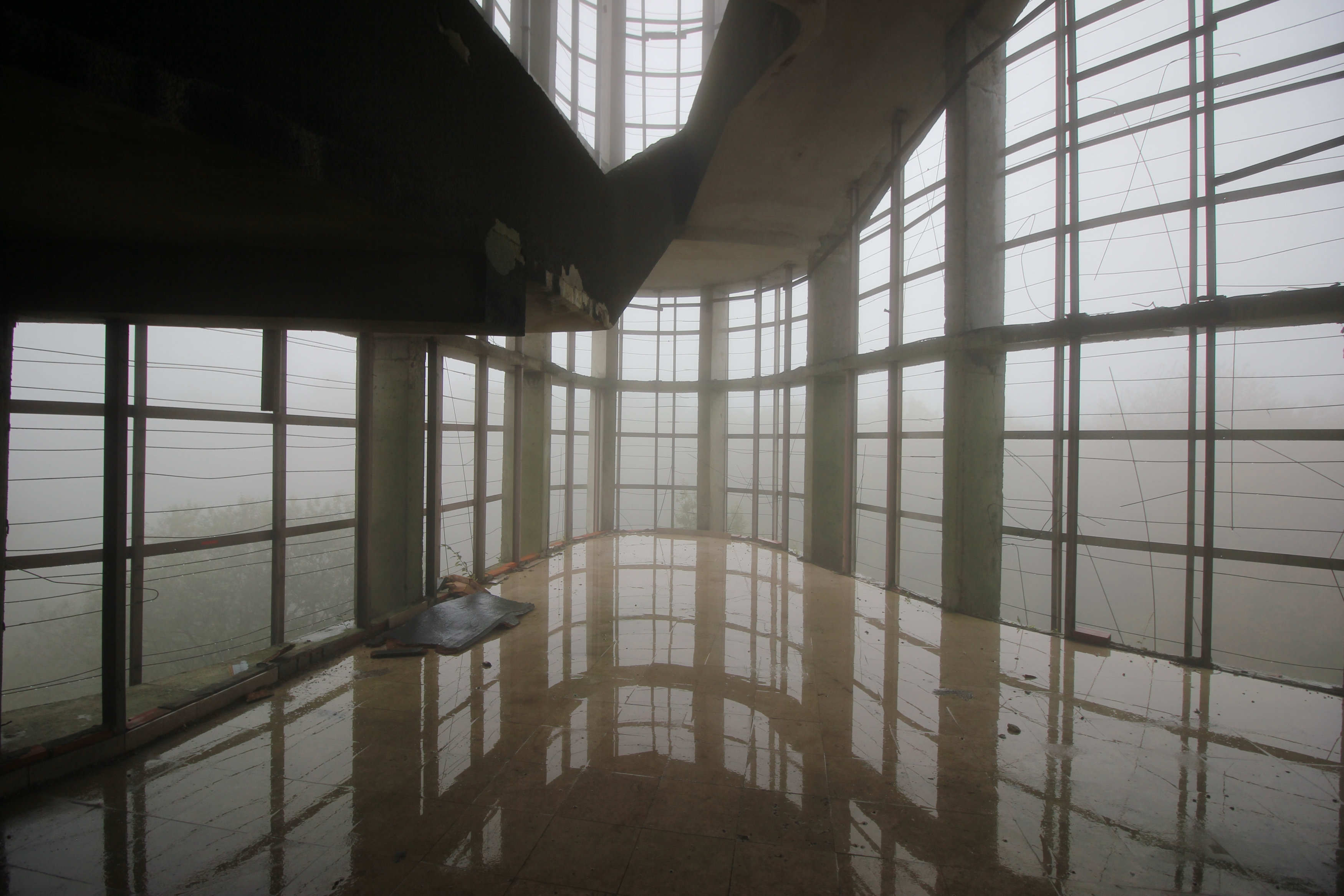
Innenaufnahme durch die entkleidete Fassade
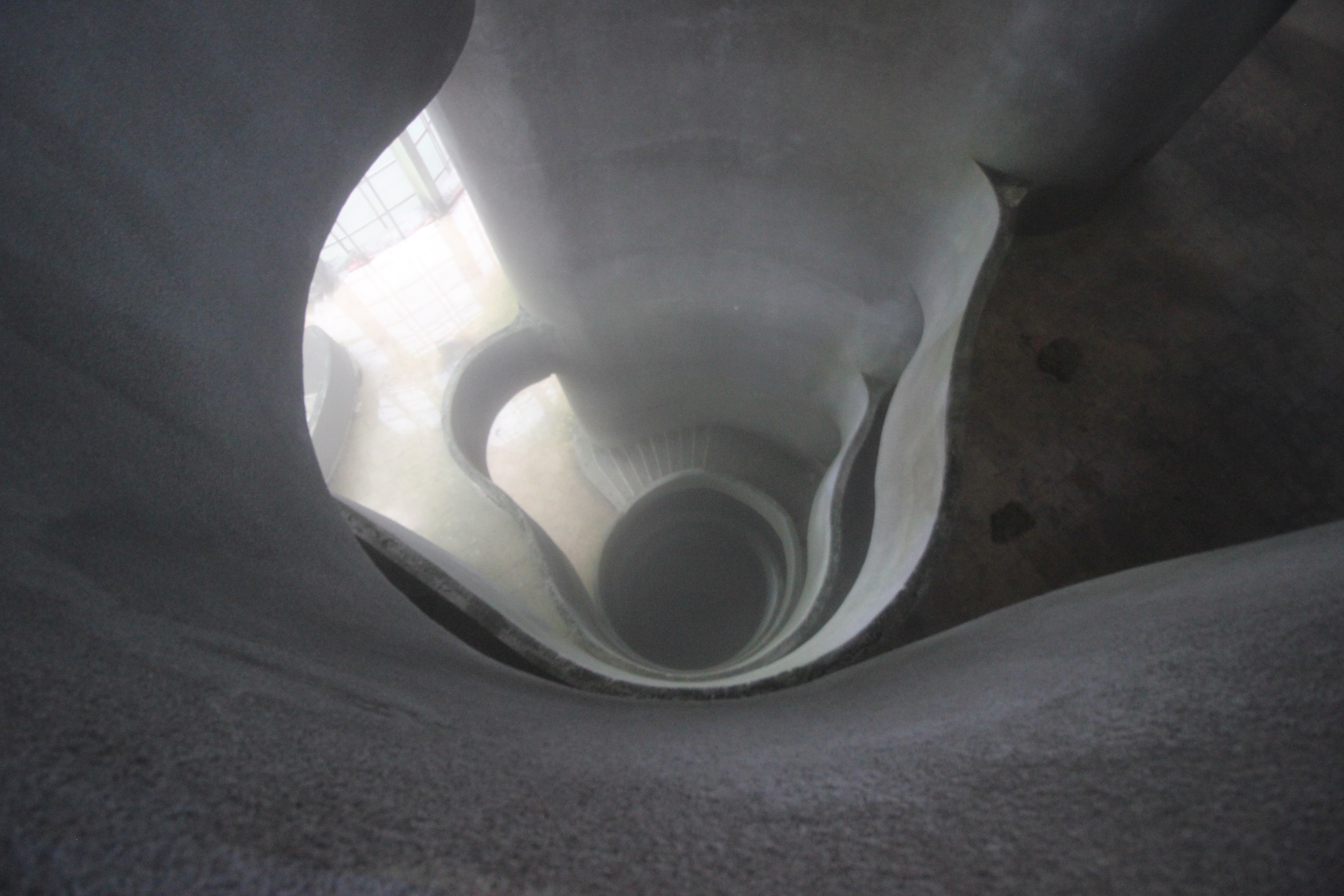
Treppenhaus
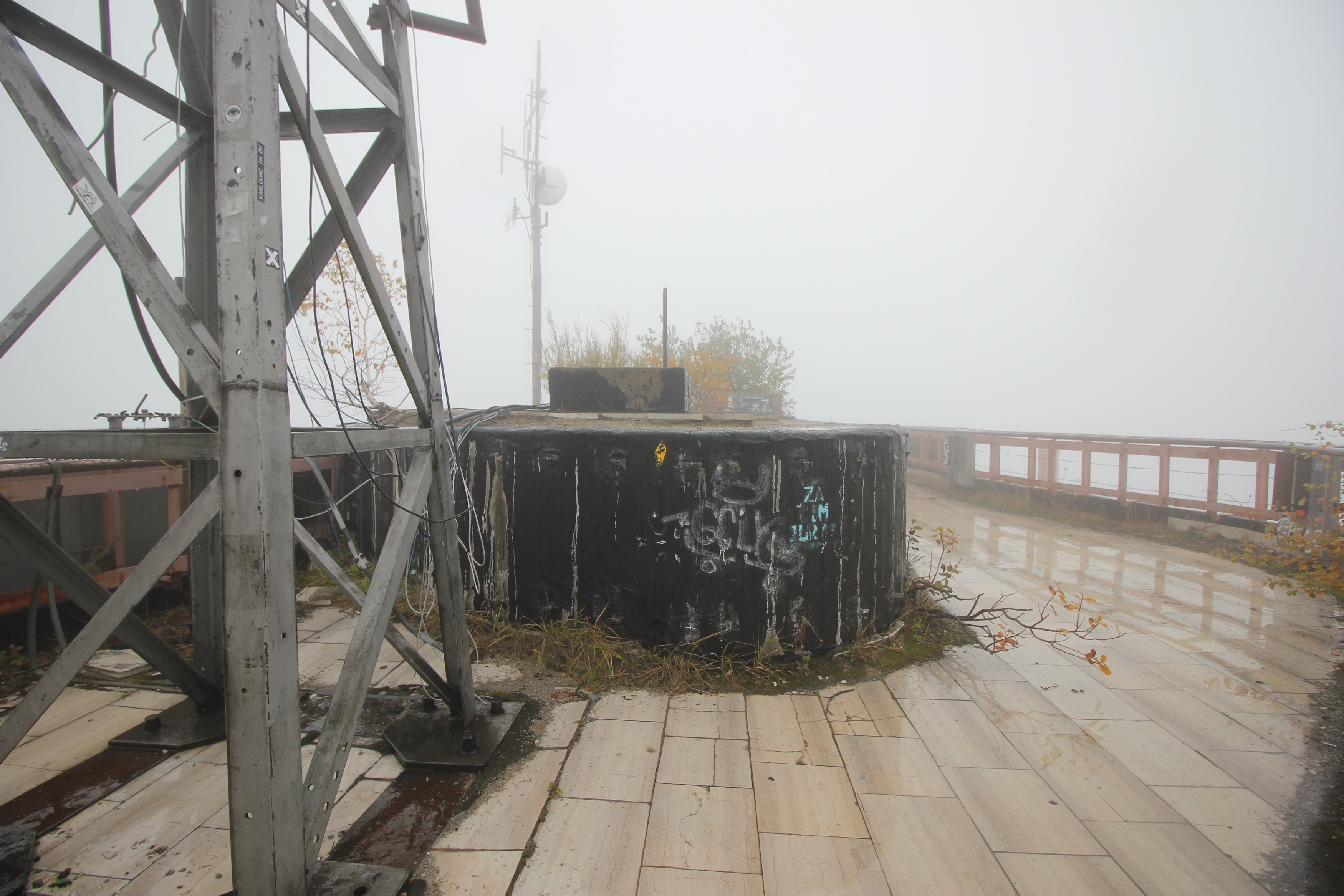
Auf dem Dach des Denkmals

## Kulturelle Rezeption
Das Denkmal zierte das Cover des Albums Unkown Mortal Orchestra der gleichnamigen US-amerikanisch-neuseeländischen Rockband.
In einer Ausstellung des Museum of Modern Art in New York zur Architektur im sozialistischen Jugoslawien unter dem Titel Toward a Concrete Utopia: Architecture in Yugoslavia, 1948–1980 wurde das Denkmal vorgestellt und ausführlich im Begleitband zur Ausstellung besprochen.
Die kroatische Tochter des Getränkeherstellers Beck’s drehte in der Ruine einen Werbefilm. Teile der Netflix-Produktion Tribes of Europa wurden im Denkmal sowie in der Umgebung der Gedenkstätte gedreht.